# 戴蘭·哈特利
戴蘭·哈特利（英語：Dylan Hartley；1986年3月24日—）是一位英格蘭橄欖球運動員。他是英格蘭國家橄欖球隊的一員，代表英格蘭參加了2011年世界盃橄欖球賽。